# Home Market
Home Market ist eine Fachmarktgruppe für Heimtextilien und Raumgestaltung.

## Filialen
Vom Firmensitz Teppich Essers und Söhne GmbH in Aachen aus, wurden im Jahr 2011 82 Filialen unter dem Namen Ihr Teppichfreund, Teppich Essers bzw. Home Market und über 650 Mitarbeiter im gesamten Bundesgebiet verwaltet. 

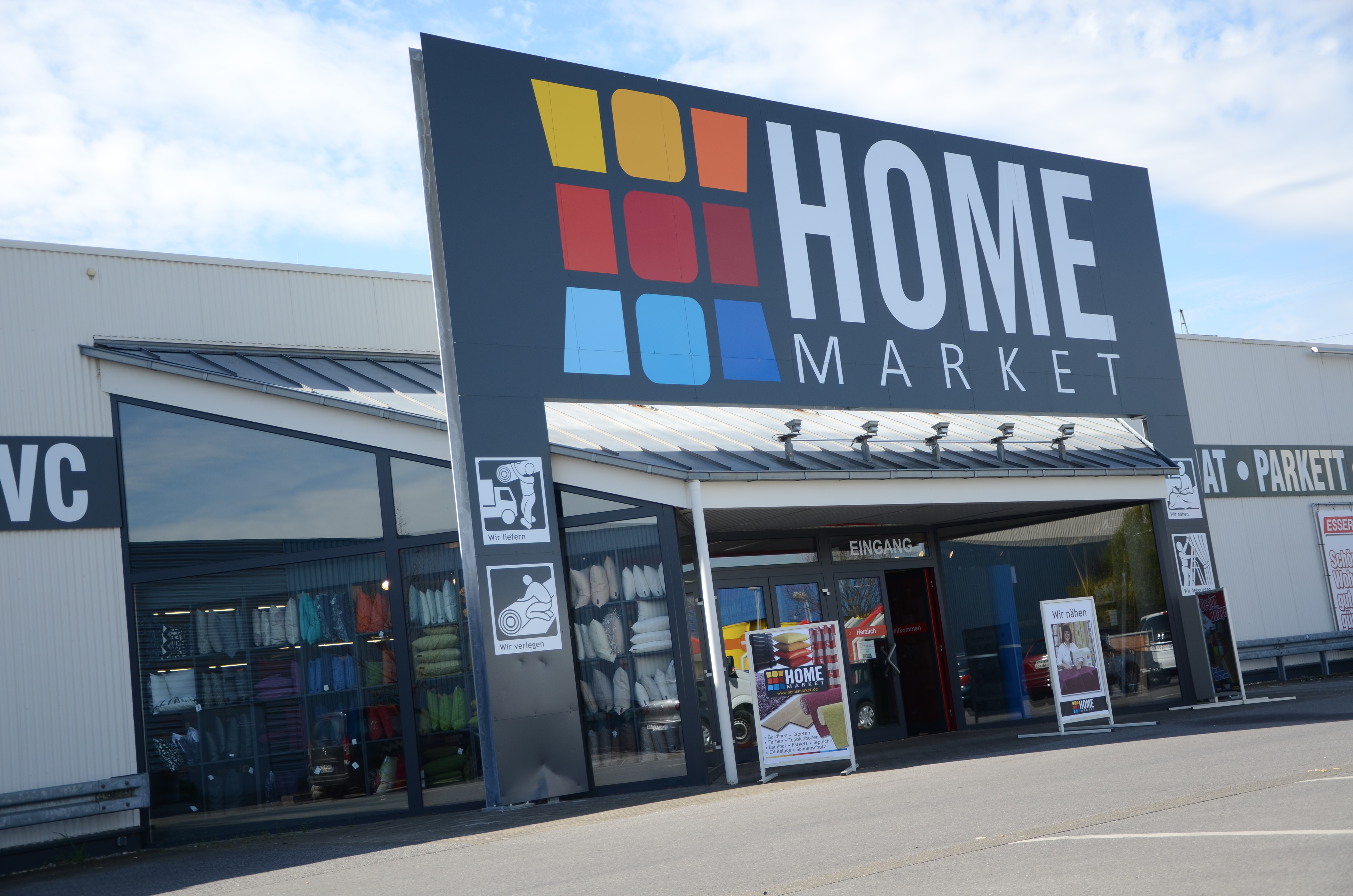
Eingang Home Market

## Geschichte
Im Jahr 1911 eröffnete Peter Essers ein Malergeschäft im Adalbertsteinweg in Aachen. Bereits 1925 wurde das Angebot durch Teppichböden und Linoleum erweitert. Im Kriegsjahr 1943 wurden große Teile des Adalbertsteinweg durch Bomben zerstört und Peter Essers musste seinen Geschäftsbetrieb zunächst einstellen. In den nächsten Jahren folgte der Wiederaufbau und bereits 1948 konnte die Familie Essers das Geschäft auf einer deutlich größeren Verkaufsfläche unter dem Namen Teppich Essers wieder eröffnen. Es folgten die Jahre des Wachstums. 1959 übernahm Peter Essers Junior die Leitung des Unternehmens und begann ab 1972 weitere Geschäfte in Düren und Alsdorf zu eröffnen.
Bis 1989 entstanden in Nordrhein-Westfalen insgesamt acht Filialen unter dem Namen Teppich Essers sowie drei weitere in der Schweiz. 
Im Jahr 1990 eröffnete Teppich Essers & Söhne GmbH unter dem Namen Ihr Teppichfreund die erste Filiale in den neuen Bundesländern. Fünf Jahre später waren bereits 25 neue Standorte in Sachsen, Sachsen-Anhalt und Thüringen entstanden. 1999 schloss sich Teppich Essers & Söhne GmbH mit der französischen Gruppe Saint Maclou zusammen, die zur Association Familiale Mulliez gehört.
Zum 31. Dezember 2016 wurde die Teppich Essers & Söhne GmbH von der Brüder Schlau GmbH & Co. KG übernommen. Sukzessive wurden alle Standorte mit dem Sortiment der Einzelhandelsvertriebslinie Hammer ausgestattet und an die unternehmensweiten Vorgaben eines einheitlichen Erscheinungsbildes angepasst. Durch die Einbindung wurde auch ein weiterer Meilenstein in der Unternehmensgeschichte Brüder Schlau erreicht: In einem ehemaligen Home Market in Wittenberg wurde der 200. Hammer-Fachmarkt eröffnet.